# Sebež
Sebež (rusky Себеж) je město v Pskovské oblasti v Ruské federaci. Při sčítání lidu v roce 2010 mělo 6375 obyvatel.

## Poloha
Sebež leží na severozápadním břehu Sebežského jezera na jihu Pskovské oblasti ve vzdálenosti zhruba 190 kilometrů jižně od Pskova a jen přibližně dvacet kilometrů severovýchodně od trojmezí mezi Ruskem, Běloruskem a Lotyšskem.